# WTA Shenzhen Open 2018
Shenzhen Open 2018 (відомий також під спонсорською назвою Shenzhen Gemdale Open 2018) — тенісний турнір, що проходив на відкритих кортах з твердим покриттям Shenzhen Longgang Sports Center у Шеньчжені (Китай). Це був 6-й за ліком Шеньчжень Open. Належав до серії International в рамках Туру WTA 2018. Тривав з 1 до 7 січня 2018 року.

## Очки і призові

### Нарахування очок
| Дисципліна       | П   | Ф   | ПФ  | ЧФ | 1/8 | 1/16 | Q   | Q2  | Q1  |
| Одиночний розряд | 280 | 180 | 110 | 60 | 30  | 1    | 18  | 12  | 1   |
| Парний розряд    | 280 | 180 | 110 | 60 | 1   | Н/Д  | Н/Д | Н/Д | Н/Д |

### Призові гроші
| Дисципліна       | П        | Ф       | ПФ      | ЧФ      | 1/8    | 1/161  | Q2     | Q1     |
| Одиночний розряд | $163,260 | $81,251 | $43,663 | $13,121 | $7,238 | $4,698 | $2,720 | $1,588 |
| Парний розряд *  | $26,031  | $13,544 | $7,271  | $3,852  | $2,031 | Н/Д    | Н/Д    | Н/Д    |

1 Кваліфаєри отримують і призові гроші 1/16 фіналу

* на пару

## Учасниці основної сітки в одиночному розряді

### Сіяні учасниці
| Країна   | Гравчиня           | Рейтинг1 | Сіяна |
| -------- | ------------------ | -------- | ----- |
| Румунія  | Сімона Халеп       | 1        | 1     |
| Латвія   | Олена Остапенко    | 7        | 2     |
| КНР      | Ч Шуай             | 35       | 3     |
| Румунія  | Ірина-Камелія Бегу | 43       | 4     |
| КНР      | Ван Цян            | 45       | 5     |
| Чехія    | Катерина Сінякова  | 47       | 6     |
| Греція   | Марія Саккарі      | 51       | 7     |
| Угорщина | Тімеа Бабош        | 55       | 8     |

- 1 Рейтинг подано станом на 25 грудня 2017.

### Інші учасниці
Нижче наведено учасниць, які отримали вайлдкард на участь в основній сітці:
- Лю Фанчжоу
- Ван Сю
- Ван Яфань

Нижче наведено гравчинь, які пробились в основну сітку через стадію кваліфікації:
- Данка Ковінич
- Анна Блінкова
- Стефані Фегеле
- Джасмін Паоліні

### Відмовились від участі
До початку турніру
- Катерина Козлова → її замінила  Ніколь Гіббс
- Сара Соррібес Тормо → її замінила  Яна Чепелова

## Учасниці основної сітки в парному розряді

### Сіяні пари
| Країна  | Гравчиня                     | Країна    | Гравчиня          | Рейтинг1 | Сіяна |
| ------- | ---------------------------- | --------- | ----------------- | -------- | ----- |
| Чехія   | Барбора Крейчикова           | Чехія     | Катерина Сінякова | 67       | 1     |
| Румунія | Ралука Олару                 | Україна   | Ольга Савчук      | 69       | 2     |
| Чехія   | Крістина Плішкова            | Чехія     | Рената Ворачова   | 106      | 3     |
| Росія   | Дзаламідзе Натела Георгіївна | Швейцарія | Ксенія Нолл       | 129      | 4     |

- 1 Рейтинг подано станом на 25 грудня 2017.

### Інші учасниці
Нижче наведено пари, які отримали вайлдкард на участь в основній сітці:
- Ґо Ханю /  Wang Xinyu
- Кан Цзяці /  Ч Шуай

## Переможниці та фіналістки

### Одиночний розряд
- Сімона Халеп —  Катерина Сінякова, 6–1, 2–6, 6–0

### Парний розряд
- Ірина-Камелія Бегу /  Сімона Халеп —  Барбора Крейчикова /  Катерина Сінякова, 1–6, 6–1, [10–8]